# Cardiococcus bivalvata
Cardiococcus bivalvata är en insektsart som först beskrevs av Green 1903.  Cardiococcus bivalvata ingår i släktet Cardiococcus och familjen skålsköldlöss. Inga underarter finns listade i Catalogue of Life.